# Elizaveta Kojevnikova
Elizaveta Kojevnikova (n. 27 decembrie 1973, Moscova, RSFS Rusă, URSS) este o sportivă ce a reprezentat Uniunea Republicilor Sovietice Socialiste, medaliată olimpică. A participat la 2 ediții ale Jocurilor Olimpice (1992, 1994) în care a câștigat o medalie de argint și o medalie de bronz.